# درسنک
درسنک، روستایی از توابع بخش رحیم‌آباد شهرستان رودسر در استان گیلان ایران است.

## موقعیت جغرافیایی روستای درسنک
درسنک. [ دّ ر سٍ ن َ ک ] دهی است جزء دهستان اشکور بالا از بخش رحیم آباد شهرستان رودسربالاتر از بخش شوئیل و 97 کیلومتری قزوین و جمعیت آن نزدیک به 370 نفر (50 خانوار) می‌باشد.
افراد ساکن در روستا در سرشماری سال 1395 که انجام گرفته 78 نفر بوده که( 32 خانوار ) ثبت شده
درسنک در امتداد سلسله کوه‌های البرز قرار دارد و از جنوبی‌ترین نقطه شهرستان‌های رودسر و املش آغاز تا جنوبی‌ترین نقطه شهرستان رامسر ادامه دارد.
محدوده درسنک از جنوب به قزوین از مغرب به سیاهکل، لنگرود و رودبار الموت و از شرق به بخش کوهستا نی شهرستان تنکابن و از شمال به دامنه‌های کوهستانی رحیم آباد، املش و رامسر متصل است.
```
محصولات: آن شامل فندق. گردو. 
گل گاو زبان
. عسل. سیب زمینی و لوبیا می‌باشد
```